# Iota Arae
Iota Arae (ι Ara) es una estrella en la constelación de Ara, el altar, de magnitud aparente +5,25.
De acuerdo con la nueva reducción de los datos de paralaje del satélite Hipparcos, se encuentra a 925 ± 75 años luz del sistema solar.
Iota Arae es una gigante azul de tipo espectral B2IIIIne.
Es una estrella caliente con una temperatura superficial de 22.560 K y una luminosidad bolométrica —que incluye una importante cantidad de energía radiada como luz ultravioleta— 5.740 veces mayor que la luminosidad solar.
Su radio es casi cinco veces más grande que el del Sol y gira sobre sí misma muy rápidamente, siendo su velocidad de rotación proyectada de 369 km/s.
Posee una masa entre 8,3 y 9 masas solares —en el límite por encima del cual las estrellas finalizan su vida explosionando en forma de supernova— y su edad se cifra en 30,0 ± 7,4 millones de años.
Iota Arae es una «estrella Be» con un disco circunestelar originado por la pérdida de masa y la rápida rotación; α Arae, en esta misma constelación, es también una estrella de esta clase.
Como tal, figura como variable en el General Catalogue of Variable Stars, siendo su variación de 0,06 magnitudes a lo largo de un período de 0,5565 días (13,36 horas).
Además, se piensa que también es una variable Gamma Cassiopeiae.